# Kaple svaté Anny (Stará Voda)
Kaple svaté Anny je barokní kaple, která se nachází cca 400 m jižně od bývalé vesnice a poutního místa Stará Voda na katastru Města Libavá v okrese Olomouc v Olomouckém kraji v pohoří Nízký Jeseník. Kaple je situovaná v údolí Lazského potoka mezi kopci Anenský vrch, Kamenná a Liščí vrch. Kaple se nachází u hranice vojenského újezdu Libavá a je veřejnosti celoročně přístupná. V kapli je také pramen Královská studánka.

## Historie a pověsti

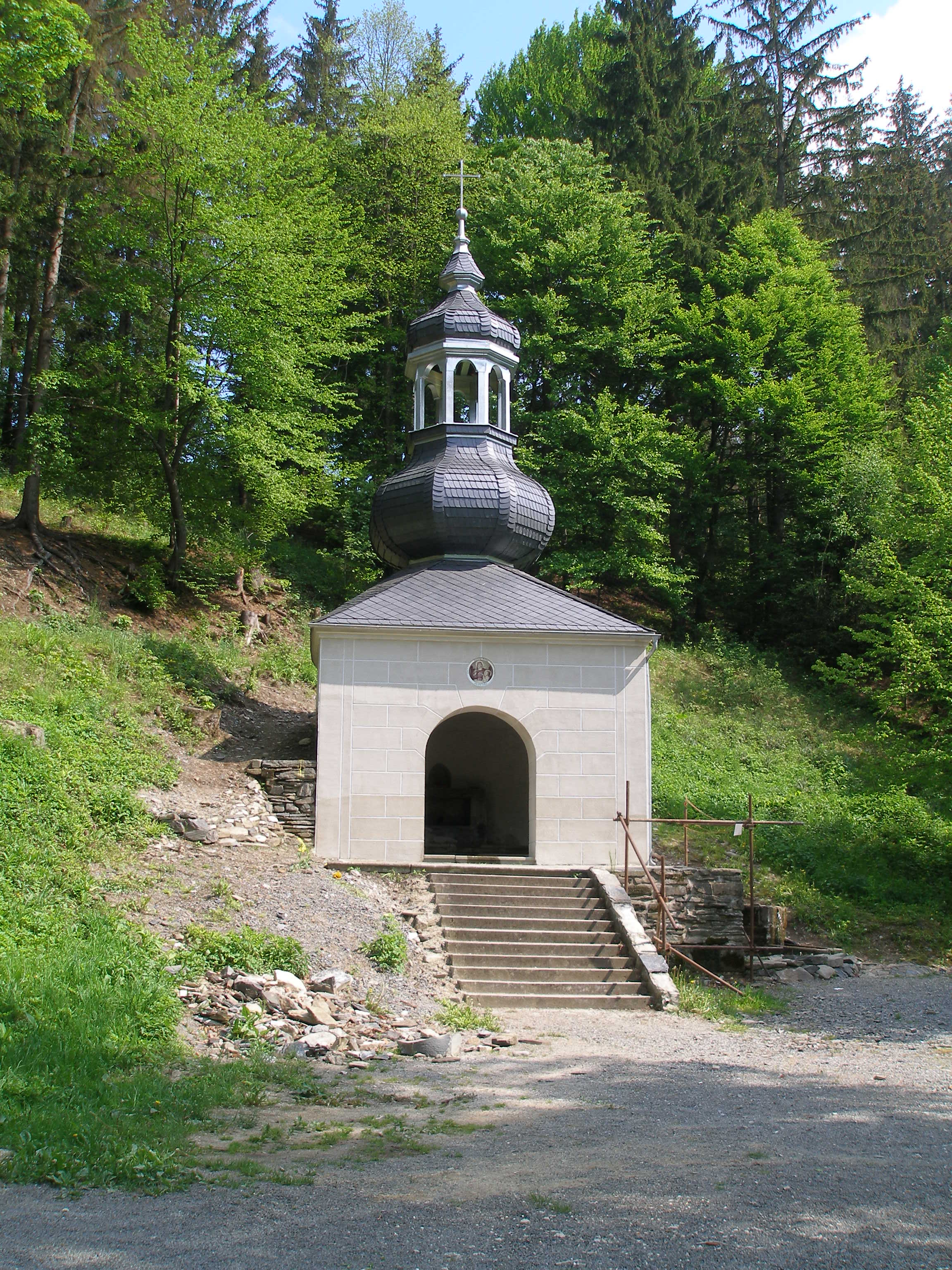

Nad Královskou studánkou byla postavena kaple sv. Anny v letech 1699–1703 stavitelem Petrem Techetem z Budišova. Kapli sv. Anny potkal podobný osud jako Starou Vodu a kaple byla československými a sovětskými vojsky téměř zcela zničena v 60. letech 20. století. V letech 2006–2007 byla kaple i studánka obnovena.
Vodě v Královské studánce se připisuje léčivá síla. Podle pověstí zde pil vodu nějaký polský princ či dokonce polský král Boleslav.

## Další informace
Dále po směru proudu Lazského potoka se nachází vojenský újezd Libavá a trosky zaniklé vesnice Vojnovice a řeka Odra.

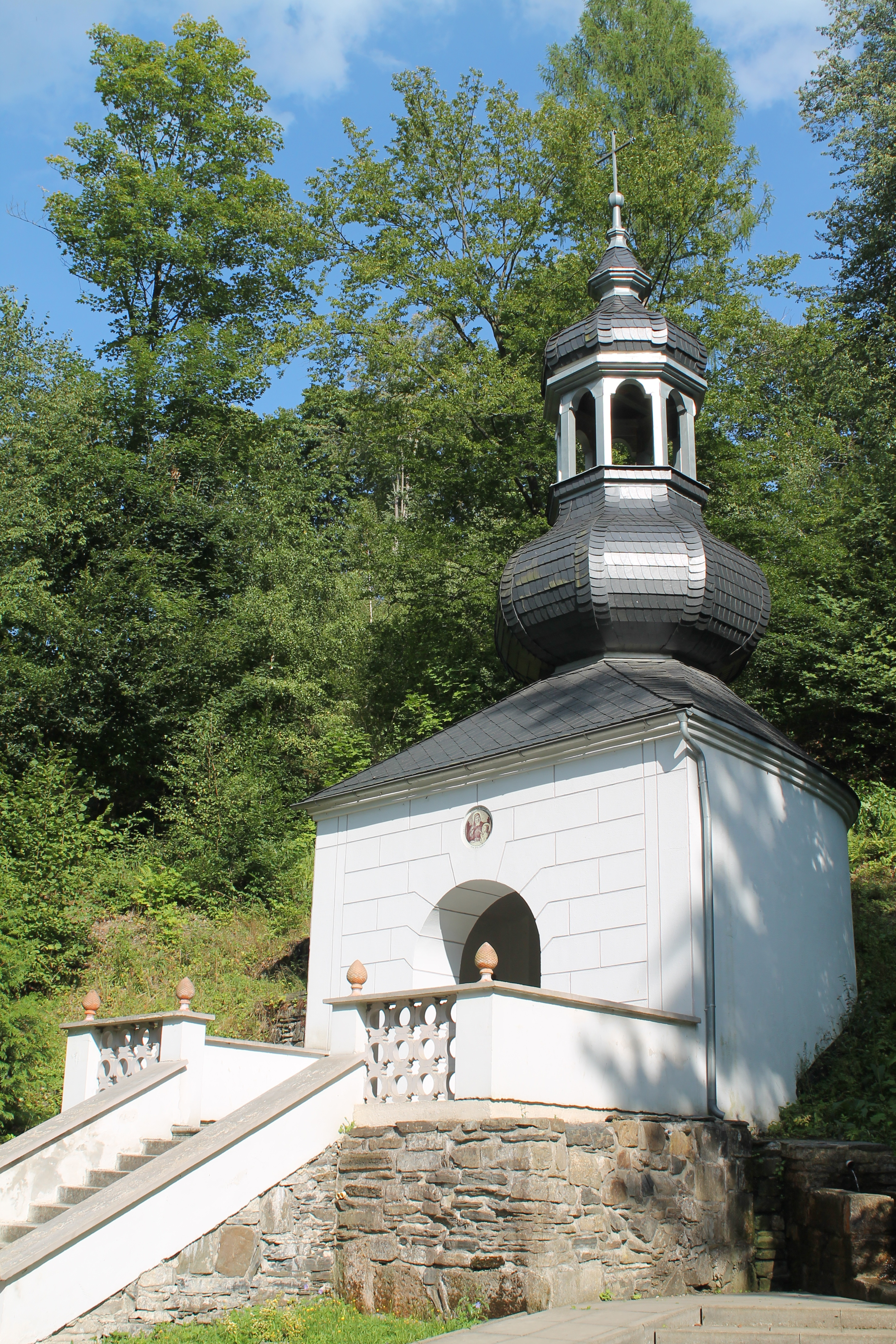